# Não Tem Bacanal na Quarentena
Não Tem Bacanal na Quarentena é o terceiro álbum de estúdio do rapper brasileiro Baco Exu do Blues, lançado em 30 de março de 2020.

## Produção
O extended play foi produzido em apenas três dias no fim de 2019, e lançado em meio à pandemia de COVID-19 em 2020. Inicialmente o nome do projeto era apenas "bacanal", porém com a instituição da quarentena, a equipe optou pelo trocadilho.
Todos os beats e parecerias foram feitas virtualmente, devido à pandemia. O álbum aborda temas atuais ao disco, como a música em homenagem ao ator Babu Santana que estava no Big Brother Brasil 20, elogios a Cardi B que virou meme durante a quarentena e tece críticas ao governo de Jair Bolsonaro, que foi alvo constante em março e abril de "panelaços" frente a gestão do governo sobre a crise da COVID-19.

## Lançamento
O álbum foi lançado primeiro na plataforma de vídeos YouTube. Vinte e quatro horas depois o disco chegou nos portais de streaming.

## Faixas
Compõem o álbum as faixas:
| N.º | Título                                                | Duração |  |
| 1.  | "Jovem preto rico"                                    | 2:24    |  |
| 2.  | "Tudo vai dar certo (part. especial 1LUM3)"           | 3:47    |  |
| 3.  | "Ela é gostosa pra caralho (part. especial Maya)"     | 3:04    |  |
| 4.  | "Preso em casa cheio de tesão (part. especial Lellê)" | 2:15    |  |
| 5.  | "Humanos não matam deuses"                            | 2:16    |  |
| 6.  | "O sol mais quente (part. especial Aisha)"            | 2:16    |  |
| 7.  | "Dedo no cu e gritaria"                               | 2:30    |  |
| 8.  | "Tropa do Babu (part. especial Dactes)"               | 2:51    |  |
| 9.  | "Amo Cardi B e odeio Bozo"                            | 3:11    |  |

## Recepção da crítica e público
Mauro Ferreira, do G1, fez elogios ao álbum e deu nota de quatro estrelas que valiam cinco estrelas no total , que também teve boa recepção do público.